# Пирва
Пирва, Пируа (хетт. Pirwa-, Perwa-, Pirua-) — в хеттской мифологии мужское божество с не вполне ясными функциями. Будучи каппадокийским божеством, был включён в официальный хеттский пантеон в правление Суппилулиумы I.
Пирва — божество индоевропейского происхождения, вероятно, связанное с воинскими группами. Он входил в пантеоны первых столиц Хеттского царства — Хаттусаса и Несы (Канеса).
Одним из наиболее ранних сохранившихся памятников хеттской поэзии является обрядовое стихотворение, в котором Пирва («воин молодой») упоминается вместе с собранием дружинников и царской дружиной. Из этого можно сделать вывод о воинской сущности образа Пирвы, который, вероятно, также входил в число богов-защитников царя. Пирва, как правило, изображался на лошади, его священная птица — орёл. Вяч. Вс. Иванов, на основании упоминания имени Пирвы вместе со скалой (хетт. ḫekur Pirwa «скала Пирвы»), делает вывод о его связи с возвышенностями и сравнивает его в этом отношении с общеиндоевропейским образом, именем и атрибутами бога грозы и боевой дружины (пра-и.е. *Per(kʷ)unos, праслав. *Perunъ, при хетт. peruna «скала», гот. fairguni «гора»). Данное сравнение делается в рамках теории так называемого «основного мифа», в которой Громовержец соотносится с «верхом» и возвышенностями и сторонником и основателем которой Вяч. Вс. Иванов сам являлся. Некоторые атрибуты Пирвы, такие как конь и серебряная узда, позволяют Вяч. Вс. Иванову и В. Н. Топорову соотнести его с индоевропейским богом грозы. Это сходство подкрепляется ими этимологической связью peruna- и Pirṷa- / Perṷa- из *perṷo-. В этом отношении интерес представляет наименование ритуального места в хеттских текстах ÉNA4ḫegur dPirṷa «дом вершины (с детерминативом „камень“) бога Пирвы». В этом наименовании храма, вероятно, отражается более древнее представление о поклонении богу Пирве на возвышенности.
В более поздний период, в ходе взаимодействия хеттских и месопотамо-хурритских мифологических представлений, Пирва стал отождествляться с хурритским божеством Хавушка и представлялся в образе воина на коне.